# Alcozar
Alcozar es una localidad que pertenece al municipio de Langa de Duero en la comarca de Tierras del Burgo, provincia de Soria, España.

## Situación
Situado en el oeste de la provincia, puede accederse desde la carretera N122 por una carretera local de 3 km.

## Toponimia
El nombre tiene clara apariencia árabe, y deriva (como muchas otras localidades españolas) de la palabra quṣayr (forma diminutiva árabe del bien conocido qaṣr o "alcázar") que hace referencia a un "pequeño castillo" o "fortín" que actualmente ya no existe, pero que aparece profusamente documentado, y que podría haber estado situado en el cerro Macerón.

## Historia
Alcozar debe su celebridad histórica a la batalla que en 995 enfrentó en ese lugar al conde castellano García Fernández con Almanzor. Aquel no solo fue derrotado sino que sufrió tremendas heridas en el combate, muriendo algunos días después a consecuencia de ellas.
Se cree que el primer documento conservado escrito por completo en romance es la Infeudación del Castillo de Alcozar (1156) en el obispado de Osma (Soria). Está redactado en un castellano oriental, con gran influencia de aragonesismos.
En el censo de 1787, ordenado por el conde de Floridablanca,  figuraba como villa del partido de Aranda de Duero en la Intendencia de Burgos, con jurisdicción de abadengo y bajo la autoridad del alcalde ordinario, nombrado por el Convento de Carmelitas Calzados de los Valles. Contaba entonces con 458 habitantes.
A la caída del Antiguo Régimen la localidad se constituye en municipio constitucional en la región de Castilla la Vieja, partido de El Burgo de Osma  que en el censo de 1842 contaba con 66 hogares y 264 vecinos.
A finales del siglo XX este municipio desaparece porque se integra en Langa de Duero.

## Geografía humana

### Demografía
| Gráfica de evolución demográfica de Alcózar entre 1842 y 1960 |
| |
| Población de derecho según los censos de población del INE Población de hecho según los censos de población del INEEntre el censo de 1970 y el anterior, este municipio desaparece porque se integra en el municipio 42103 (Langa de Duero) |

En el año 1981 contaba con 125 habitantes, concentrados en el núcleo principal, pasando a 39 en 2010, 24 hombres y 15 mujeres. Posee una población estable de 20 habitantes, pero en el periodo estival, esta se incrementa considerablemente.
| Gráfica de evolución demográfica de Alcozar entre 2000 y 2017                                    |
|                                                                                                  |
| Población de derecho (2000-2017) según los censos de población del INE a 1 de enero de cada año. |

### Economía
Su economía se basa en la agricultura y en la ganadería (ovino). Posee una amplia vega de cultivo, situada junto al río Duero.

## Monumentos
Posee una interesantísima iglesia románica bajo la advocación de Nuestra Señora la Virgen del Vallejo. Está dotada de galería porticada, hoy parcialmente cegada, siendo el estado general del templo el de avanzada ruina. Se encuentra en fase de proyecto su restauración.
Posee otra iglesia bajo la advocación de San Esteban Protomártir.
También pueden visitarse los museos en el pueblo. Uno situado en la plaza, recreando una casa antigua con la cocina, la despensa, la habitación y una biblioteca/escuela (la casa era de la maestra). El otro museo está situado en el lavadero del pueblo con motivos textiles y agrícolas. Sin dejar de lado el "Lagar Grande", en el que se puede ver cómo era la manera de hacer el vino antiguamente, así como la visita a la bodega de "El Topo".

## Fiestas
Antiguamente las fiestas patronales eran en honor al Corpus Christi, pero estas dejaron de celebrarse cuando comenzaron a hacerlo en Langa de Duero. También guardaban fiesta en San Isidro y en octubre.
Actualmente las fiestas patronales se celebran en agosto en honor a Nuestra Señora la Virgen del Vallejo. Son numerosos los actos que se celebran en esos días.
Otros días de celebración en Alcozar son la Semana Santa (con procesión y vía crucis), el día de la Cruz (se procede a la bendición de campos con procesión de la Virgen del Vallejo), el día de San Isidro (se saca al santo en procesión, entre otras cosas) y el día del Pilar (día en el que también se saca a la Virgen).